# Adolf Stieler

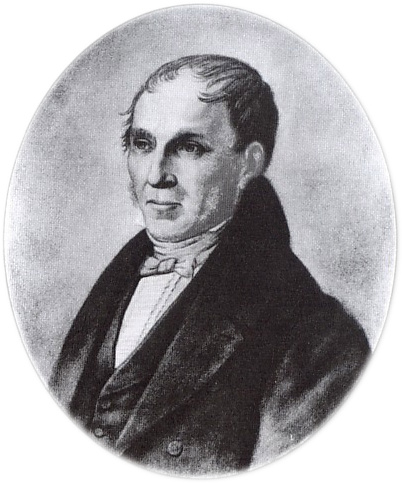
Adolf Stieler

Adolf Stieler (Gotha, 26 februari 1775 – Gotha, 13 maart 1836) was een Duitse cartograaf en jurist, vooral bekend vanwege Stielers Handatlas.

## Levensloop
Stieler werd geboren als zoon van een raadslid en burgemeester en bezocht 1786 tot 1793 het Gotha Gymnasium Illustre. Daarna studeerde hij rechten in Jena en Göttingen. In 1796 was hij werkzaam als ambtenaar aan het hof van Gotha. Hier kon Stieler zijn interesses in geografie en cartografie nastreven en werd uiteindelijk de grondlegger van de atlascartografie in Gotha. Al in 1812 nam Stieler contact op met Christian Gottlieb Reichard (1758-1837) om samen met hem een atlas te ontwerpen. Het resultaat werd in 1815 aan de uitgever Perthes gepresenteerd. De eerste levering van Stielers Handatlas verscheen in 1817. In 1823 was de atlas voorlopig compleet met 50 kaarten. Tot dan toe had Reichard ongeveer een derde van de kaarten bijgedragen. Stielers handatlas kende talrijke edities en derivaten, die ook na het vertrek van Reichard en de dood van Stieler op 13 maart 1836 onder leiding van Johann Friedrich von Stülpnagel (1787-1865) werden voortgezet. De laatste editie van de atlas verscheen in 1945.
Naast zijn bijdragen aan de cartografie en het recht, stelde Stieler ook wiskundige methoden voor in de verzekeringssector. In 1828 richtte hij een verzekeringsbank op met de koopman en oprichter van de Gothaer Versicherungsbank, Ernst-Wilhelm Arnoldi.